# 순간 접착제

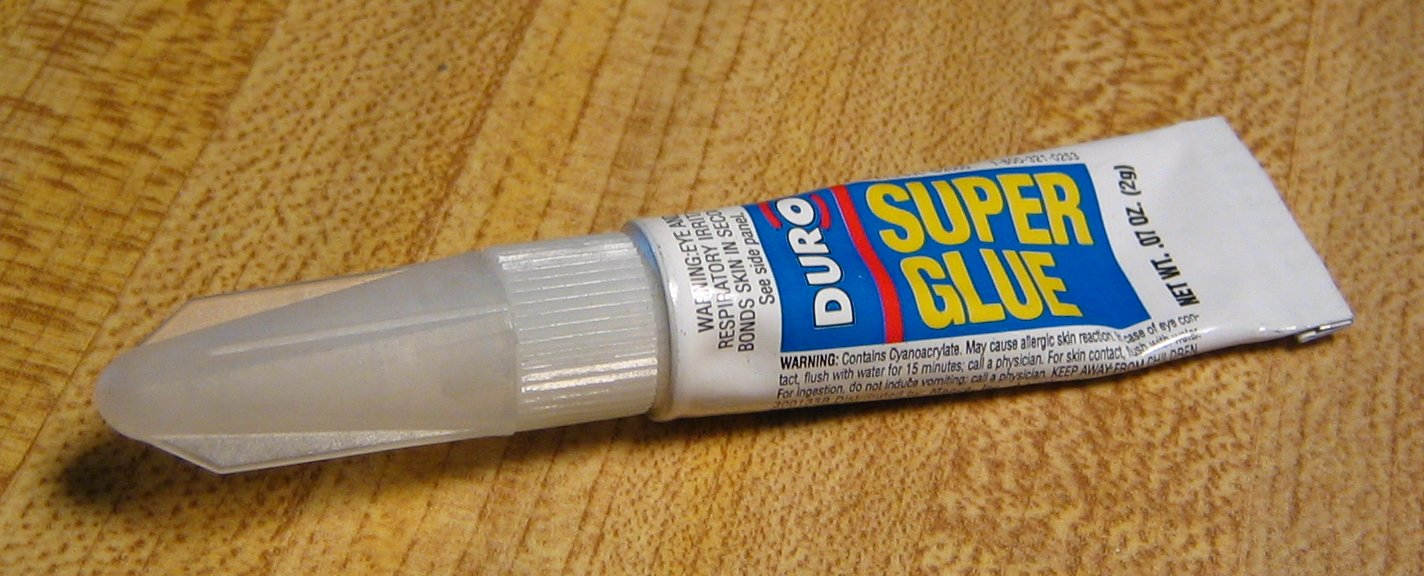
튜브형 순간접착제.

순간 접착제(瞬間接着劑) 또는 시아노아크릴레이트(Cyanoacrylate)는 물체를 순간적으로 붙게 하는 접착제이다. "강력 접착제" 라고 불린다. 주성분은 시아노아크릴레이트이고, 색깔은 무색이다. 보통 순간 접착제는 5~10초 안에 굳는다.
산업용, 의료용, 가정용으로 사용되는 강력하고 속효성 접착제 제품군이다. 이는 에틸 시아노아크릴레이트 및 관련 에스테르에서 파생된다. 모노머의 시아노아크릴레이트 그룹은 물이 있을 때 빠르게 중합되어 길고 강한 사슬을 형성한다.
특정 시아노아크릴레이트에는 메틸 2-시아노아크릴레이트(MCA), 에틸 2-시아노아크릴레이트(ECA, 일반적으로 "Super Glue" 및 "Krazy Glue"와 같은 상표명으로 판매됨), n-부틸 시아노아크릴레이트(n-BCA), 옥틸 시아노아크릴레이트 및 2-옥틸 시아노아크릴레이트(의료, 수의학 및 응급처치 분야에 사용됨). 시아노아크릴레이트 접착제는 일반적으로 인스턴트 글루, 파워 글루 또는 슈퍼글루로 알려져 있다. 산업 등급의 시아노아크릴레이트에는 약어 "CA"가 일반적으로 사용된다.

## 같이 보기
- 풀
- 접착제
- 글루건
- 시아노아크릴레이트